# Jocelerme Privert
Jocelerme Privert (Petit-Trou-de-Nippes, Nippes, Haiti; 1 de febrero de 1954) es un contador y político haitiano que se desempeñó como Presidente interino de Haití desde el 14 de febrero de 2016 hasta el 7 de febrero de 2017.
Fue también senador del Departamento de Nippes en Haití. Es también el presidente del Senado en Economía y Finanza. Fue ministro del Interior de Haití.

## Biografía
Jocelerme Privert nació el 1 de febrero de 1953 en la comuna de Petit-Trou-de-Nippes situado en el Distrito de Anse-à-Veau del Departamento Nippes. Se graduó como contador. Sirvió en la Dirección General de Impuestos (una agencia gubernamental) desde 1979 hasta que la dirección fue removida en 1999. Privert está casado con Ginette Michaud.
Ingresó a la vida política de Haití a principios del siglo XXI. Se desempeñó como primer ministro de economía y finanzas del prrsidente Jean-Bertrand Aristide desde 2001 hasta 2002. Posteriormente, Aristide lo volvió a nombrar Ministro de Interior y Comunidades Territoriales desde 2002 hasta 2004, cuando retirado del cargo debido al golpe de Estado haitiano que retiró a Aristide de la presidencia.

### Acusación de masacre y encarcelamiento
Fue arrestado el 4 de abril de 2004, siendo acusado de estar involucrado en la La Scierie de San Marcos. Según las organizaciones haitianas defensoras de los derechos humanos, docenas de personas fueron asesinadas en febrero de 2004 en la ciudad de San Marco, bastión de la oposición en aquel entonces. Jocelerme Privert fue puesto en libertad después de 26 meses en prisión.

### Presidente provisional
Fue elegido presidente interino de Haití el 14 de febrero de 2016, a la espera de
la realización del balotaje presidencial que se encontraba pendiente desde 2015.La fecha de la segunda vuelta de las elecciones generales acordada posteriormente entre Jovenel Moïse y Jude Célestin estaba originalmente programada para el 24 de abril de 2016, pero el Consejo Electoral decidió el 5 de abril de 2016 celebrar nuevas elecciones a principios de octubre de 2016.
El 14 de junio de 2016 expiró su mandato presidencial, pero siguió siendo presidente de facto, ya que la Asamblea Nacional se negó a reunirse para nombrar a un sucesor.  El 7 de febrero de 2017, fue sucedido por Jovenel Moïse del Partido Haitiano Tèt Kale.